# Lynn Davies

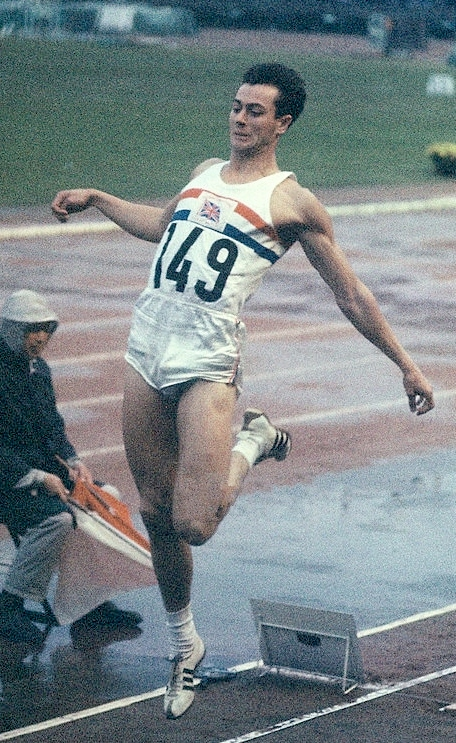
Lynn Davies bei den Olympischen Spielen 1964

Lynn Davies CBE (* 20. Mai 1942 in Nantymoel, Wales) ist ein ehemaliger britischer Leichtathlet und Olympiasieger, der in den 1960er Jahren einer der weltbesten Weitspringer war.

## Sportliche Karriere
Nachdem der US-Amerikaner Ralph Boston 1960 den 25 Jahre alten Weltrekord von Jesse Owens überboten hatte, verbesserten Boston und der mehrfache Europameister Igor Ter-Owanesjan (Sowjetunion) bis 1964 den Weltrekord noch fünfmal. Damit standen die beiden haushohen Favoriten für den Weitsprung bei den Olympischen Spielen 1964 fest. Am Tage des Wettkampfes, dem 18. Oktober 1964 regnete es in Tokio, und die beiden Favoriten konnten ihre Leistungsstärke nicht beweisen. Und so gewann der 22-jährige Lynn Davies mit britischem Rekord von 8,07 m völlig überraschend Gold vor Boston (Silber) und Ter-Owanesjan (Bronze).
In den folgenden Jahren bewies Lynn Davies, dass sein Erfolg kein Zufall war, auch wenn er bei Olympischen Spielen nicht mehr den Endkampf erreichte. Lynn Davies stellte insgesamt acht britische Rekorde auf, sein bester Sprung gelang ihm 1968 in Bern mit 8,23 m.
Auch als Läufer in der 4-mal-100-Meter-Staffel erreichte er Endlaufplatzierungen. 1964 belegte er Platz acht bei den Spielen in Tokio und bei den Europameisterschaften 1966 kam er mit der Staffel auf Platz fünf.

## Erfolge im Überblick

### Olympische Spiele
- 1964: Platz 1 mit 8,07 m
- 1968: Platz 9 im Vorkampf mit 7,94 m
- 1972: Platz 18 in der Qualifikation mit 7,64 m

### Europameisterschaften
- 1962 Platz 11 im Vorkampf mit 7,33 m
- 1966 Platz 1 mit 7,98 m
- 1969 Platz 2 mit 8,07 m (Rückenwind) hinter Ter-Owanesjan
- 1971 Platz 4 mit 7,85 m

### Halleneuropameisterschaften
- 1967: Platz 1 mit 7,85 m
- 1969: Platz 2 mit 7,76 m hinter Klaus Beer
- 1972: Platz 8 mit 7,64 m

### Commonwealth Games
- 1962: Platz 4 mit 7,72 m
- 1966: Platz 1 mit 7,99 m
- 1970: Platz 1 mit 8,06 m

## Nach der Karriere
Nachdem er 1972 seine Karriere beendet hatte, gehörte er vier Jahre lang zum Trainerstab Kanadas, der die Athleten auf die heimischen Spiele 1976 in Montreal vorbereitete. Später war Lynn Davies für den britischen Leichtathletikverband und die BBC tätig. Am 17. Juni 2006 wurde Lynn Davies zum Commander of the British Empire (CBE) ernannt.